# Polska Unia Onkologii
Polska Unia Onkologii – polska pozarządowa organizacja pożytku publicznego. Podejmuje działania wspierające zwalczanie chorób nowotworowych; m.in. zrzesza lekarzy onkologów, organizuje kursy specjalizacyjne, warsztaty i konferencje.
Obecnie jej prezesem jest Janusz Meder, zaś funkcję Dyrektora Biura Zarządu pełni Dorota Jasińska. Siedziba Unii mieści się w Narodowym Instytucie Onkologii im. Marii Skłodowskiej-Curie – Państwowym Instytucie Badawczym przy ul. W. K. Roentgena 5.
Jej członkowie pod redakcją Macieja Krzakowskiego opracowali książkę Zalecenia postępowania diagnostyczno-terapeutycznego w nowotworach złośliwych u dorosłych.